# Машен, Альфред
Альфред Машен (фр. Alfred Machin, 20 апреля 1877, Блендек — 16 июня 1929, Ницца) —  режиссёр Франции, Бельгии и Нидерландов.

## Биография
Благодаря опыту репортёра-фотографа, его наняла в 1907 году киностудия Pathé-Frères и отправила на берега Нила в Африку, где в 1908—1909 годах он снял 20 картин. Они стали первыми фильмами фирмы Pathé и представляли из себя короткие фильмы-кинопутешествия, «травелоги». С 1909 по 1914 год Машен спродюсировал десятки фильмов в Бельгии для компании «La Belge Cinema» (например, Maudite soit la guerre, 1914) и в Голландии для компании «Hollandsche Film» (как, например, «Het vervloekte geld», 1912). Во время первой мировой войны он снимал кинохронику на французском фронте. В 20-х Машен основал компанию «Niza» и снял 15 драматических картин.

## Избранная фильмография
- «Будь проклята война» (1914, Maudite soit la guerre  (фр.))
- «Сердца мира» (1918, Cœurs du monde)  (фр.)) — батальные сцены в фильме Дэвида Гриффита